# Еппісгаузен
Еппісгаузен (нім. Eppishausen) — громада в Німеччині, знаходиться в землі Баварія. Підпорядковується адміністративному округу Швабія. Входить до складу району Унтеральгой. Складова частина об'єднання громад Кірхгайм-ін-Швабен.
Площа — 39,50 км2. Населення становить 1883 ос. (станом на 31 грудня 2020).

## Галерея

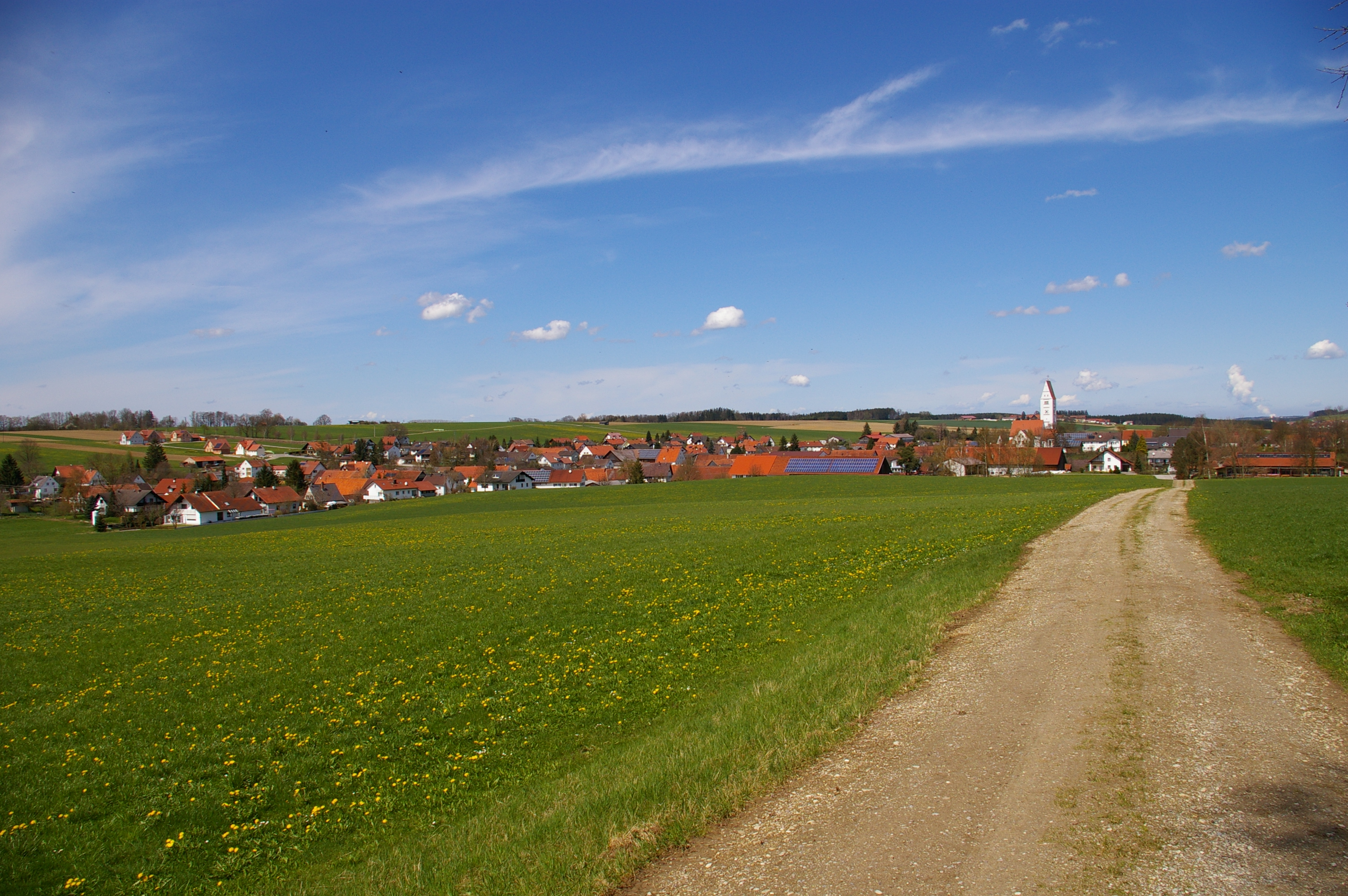
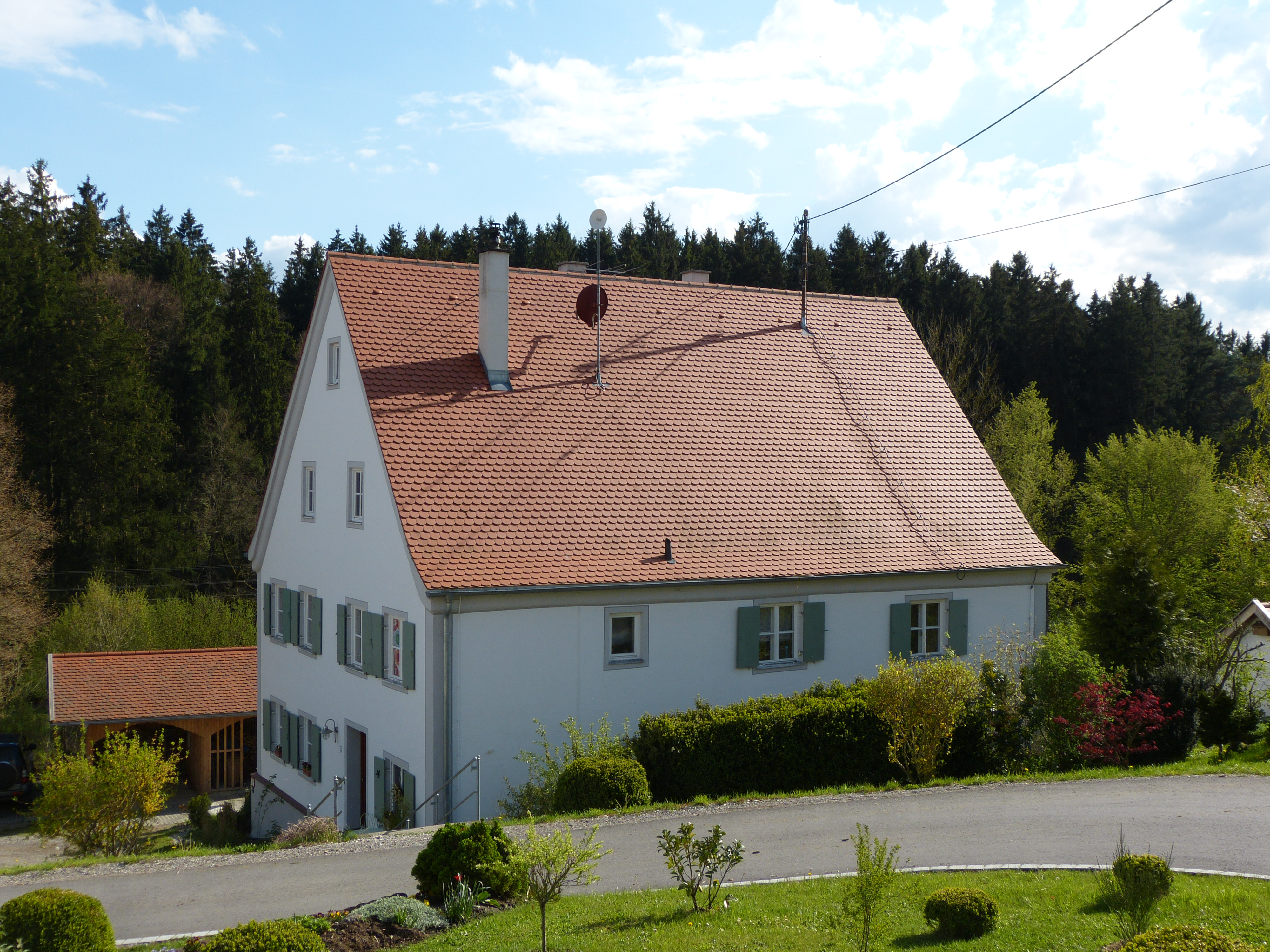